# Коутсвіль (Пенсільванія)
Коутсвіль (англ. Coatesville) — місто (англ. city) в США, в окрузі Честер штату Пенсільванія. Населення — 13 350 осіб (2020). Коутсвіль розташоване приблизно в 62 кілометрах на захід від Філадельфії.

## Географія
Коутсвіль розташований за координатами 39°59′7″ пн. ш. 75°49′8″ зх. д. / 39.98528° пн. ш. 75.81889° зх. д. (39.985152, -75.819000).  За даними Бюро перепису населення США в 2010 році місто мало площу 4,73 км², з яких 4,69 км² — суходіл та 0,05 км² — водойми.

### Клімат
| Клімат : Коутсвіль    | Клімат : Коутсвіль | Клімат : Коутсвіль | Клімат : Коутсвіль | Клімат : Коутсвіль | Клімат : Коутсвіль | Клімат : Коутсвіль | Клімат : Коутсвіль | Клімат : Коутсвіль | Клімат : Коутсвіль | Клімат : Коутсвіль | Клімат : Коутсвіль | Клімат : Коутсвіль | Клімат : Коутсвіль |
| Показник              | Січ.               | Лют.               | Бер.               | Квіт.              | Трав.              | Черв.              | Лип.               | Серп.              | Вер.               | Жовт.              | Лист.              | Груд.              | Рік                |
| Середній максимум, °C | 3,7                | 4,4                | 10,2               | 16,8               | 22,7               | 27,4               | 29,9               | 28,7               | 25,4               | 19,1               | 11,9               | 5,3                | 17,1               |
| Середній мінімум, °C  | −6,2               | −6,2               | −1,4               | 3,8                | 9,5                | 14,6               | 17,3               | 16,3               | 12,4               | 5,7                | 0,4                | −4,6               | 5,1                |
| Норма опадів, мм      | 91                 | 84                 | 97                 | 94                 | 99                 | 114                | 112                | 114                | 94                 | 84                 | 84                 | 97                 | 1163               |
| --------------------- | ------------------ | ------------------ | ------------------ | ------------------ | ------------------ | ------------------ | ------------------ | ------------------ | ------------------ | ------------------ | ------------------ | ------------------ | ------------------ |
| Джерело: Weatherbase  |                    |                    |                    |                    |                    |                    |                    |                    |                    |                    |                    |                    |                    |

## Демографія
Згідно з переписом 2010 року, у місті мешкало 13 100 осіб у 4498 домогосподарствах у складі 2889 родин. Густота населення становила 2767 осіб/км².  Було 4988 помешкань (1054/км²).
Расовий склад населення:
| - 46,4 % — чорних або афроамериканців - 38,0 % — білих - 0,8 % — азіатів - 0,5 % — корінних американців - 0,1 % — вихідців з тихоокеанських островів - 8,9 % — осіб інших рас |

До двох чи більше рас належало 5,3 %. Частка іспаномовних становила 23,0 % від усіх жителів.
За віковим діапазоном населення розподілялося таким чином: 30,4 % — особи молодші 18 років, 61,3 % — особи у віці 18—64 років, 8,3 % — особи у віці 65 років та старші. Медіана віку мешканця становила 29,9 року. На 100 осіб жіночої статі у місті припадало 97,5 чоловіків;  на 100 жінок у віці від 18 років та старших — 94,6 чоловіків також старших 18 років.
Середній дохід на одне домашнє господарство  становив 47 701 долар США (медіана — 34 716), а середній дохід на одну сім'ю — 54 859 доларів (медіана — 41 124). Медіана доходів становила 36 410 доларів для чоловіків та 32 538 доларів для жінок. За межею бідності перебувало 35,3 % осіб, у тому числі 50,8 % дітей у віці до 18 років та 19,7 % осіб у віці 65 років та старших.
Цивільне працевлаштоване населення становило 5248 осіб. Основні галузі зайнятості: освіта, охорона здоров'я та соціальна допомога — 25,0 %, роздрібна торгівля — 15,6 %, мистецтво, розваги та відпочинок — 14,7 %.